# Динерштейн, Ефим Абрамович
Ефи́м Абра́мович Динерште́йн (17 мая 1924, Москва — 23 сентября 2018, там же) — советский и российский историк, книговед, кандидат филологических наук (1969), доктор исторических наук (1990), профессор, заслуженный работник культуры РСФСР (1988).

## Биография
В 1941 году был мобилизован в армию в связи с началом ВОВ. С августа 1942 — курсант Пермского пулемётно-миномётного училища (не окончил в связи с отправкой на фронт). Командир пулемётного расчёта в составе 2-й гвардейской стрелковой дивизии на Юго-Западном фронте. Ранен в боях под Балаклеей, после излечения был направлен на учёбу в Ленинградское артиллерийское техническое училище, которое окончил в декабре 1944 года с присвоением звания младший техник-лейтенант. В войсках 2-го Белорусского фронта участвовал в боях на территории Польши и Германии в качестве артиллерийского техника.
В 1945 году поступил в Московский библиотечный институт, который окончил в 1950 году. Начиная с 1950-х годов работал в различных библиотеках. В 1954 году принят на работу в Государственную библиотеку-музей В. В. Маяковского. Участвовал в подготовке скандально известного 65-го тома серии «Литературное наследство» — «Новое о Маяковском» (1960), наряду с другими составителями критиковался за отход от официальных идеологических установок. С 1963 года до середины 2000-х годов работал в Всесоюзной (Российской) книжной палате, заведовал отделом книговедения. В 1969 году защитил кандидатскую диссертацию «Становление издательской системы в РСФСР (1917—1921 гг.)», в 1990 году — докторскую «Акционерные компании в издательском деле пореформенной России».
Член Союза писателей Москвы (1995), дискуссионного совета при МГУПе и общества «Еврейское Наследие».

## Основные работы
Автор свыше 100 научных публикаций, посвящённых истории библиографии и книжного дела, а также становлению издательской системы в РСФСР и статистике книги. Совместно с Э. Л. Призментом разработал основы теории и методики составления предметных и других вспомогательных указателей справочного аппарата к изданиям.

## Семья
Дочь — Елена Ефимовна Динерштейн (род. 1959), педагог и книговед.

### Книги
- Положившие первый камень: Госиздат и его руководители. М.: Книга, 1972.
- Современная практика переиздания литературы в СССР. Современная практика переиздания литературы в СССР. М.: Книга, 1972 (в соавт. с Л. А. Белой и Ф. С. Сонкиной).
- Издательское дело в СССР (1923—1931): Сб. документов и материалов / Всесоюз. кн. палата; [Сост. Е. А. Динерштейн, Э. В. Гольцева; Коммент. Е. А. Динерштейна]. — М.: Книга, 1978. — 256 с. — 3000 экз.
- Сытин И. Д. — М.: Книга, 1983. — 271 с. — (Деятели книги). — 20 000 экз.
- Личная библиотека В. В. Маяковского / [Авт.-сост. Динерштейн Е. А.] — М.: Центр. правл. ВОК: ВИНИТИ, 1983. — 33 с. — 5000 экз.
- «Фабрикант» читателей: А. Ф. Маркс. — М.: Книга, 1986. — 255 с. — (Деятели книги). — 14 000 экз.
- Маяковский и книга: из истории издания произведений поэта. —М.: Книга, 1987. — 173 с. — 15 000 экз.
- Вспомогательные указатели к книжным изданиям. М.: Книга, 1988 (в соавт. с Э. Л. Призментом).
- Чехов А. П. и его издатели / [Всесоюз. добр. о-во любителей кн.]. — М.: Книга, 1990. — 221 с. — 10 000 экз. — ISBN 5-212-00191-9.
- Суворин А. С. Человек, сделавший карьеру. — М.: РОССПЭН, 1998. — 375 с. — («Лики России»). — 1500 экз. — ISBN 5-86004-123-3.
- Воронский А. К. В поисках живой воды. М.: РОССПЭН, 2001. — ISBN 5-8243-0162-X
- Иван Дмитриевич Сытин и его дело. — М.: Моск. учебники, 2003. — 366 с. — (Издательская программа Правительства Москвы). — 3000 экз. — ISBN 5-7853-0282-9.
- Российское книгоиздание (конец XVIII—XX в.): избранные статьи; [Рос. акад. наук, Науч. совет «История мировой культуры», Комис. по истории кн. культуры и комплекс. изуч. кн., Академиздатцентр «Наука», Науч. центр исслед. истории кн. культуры]. — М.: Наука, 2004. — 525 с. — (Книжная культура в мировом социуме: Теория, история, практика / Редкол.: В. И. Васильев (пред.) и др.). — 500 экз. — ISBN 5-02-010214-8.
- Издание художественной литературы в РСФСР в 1919—1924: путеводитель по Фонду Госиздата / сост. Л. М Кресина, Е. А. Динерштейн. — М.: РОССПЭН, 2009—462 с.
- Синяя птица Зиновия Гржебина. М.: Новое литературное обозрение, 2014. ISBN 978-5-4448-0234-2